# Luis Cueto Álvarez de Sotomayor
Luis Cueto Álvarez de Sotomayor (Madrid, 1961) és un alt funcionari espanyol.
Es va llicenciar en dret per la Universidad Autónoma de Madrid i va ingressar en el Cos Superior d'Administradors Civils de l'Estat el 1987. Està casat amb la neboda de Manuela Carmena.
Ha treballat de director de Recursos Humans de l'Institut Cervantes, a l'Agència Espanyola de Cooperació Internacional per al Desenvolupament, així com director general de l'escola de negocis de l'EOI.
Coordinador general de l'alcaldia de Madrid (cap de gabinet de l'alcaldessa Manuela Carmena) des de juny de 2015, per la seva importància en la gestió municipal ha estat destacat en diferents fonts com «alcalde a l'ombra» de la capital espanyola. També va ser nomenat president de la junta gestora d'Ifema.